# 332
332 (CCCXXXII) var ett skottår som började en lördag i den julianska kalendern.

## Händelser

### Okänt datum
- Romarna, under befäl av kejsar Konstantin den store och hans son Konstantin besegrar goterna i området kring nedre Donau.
- Goterna blir romarnas allierade och börjar skydda Donaugränsen.
- Man börjar bygga en bro över Donau för att öka handeln mellan visigoterna och Rom.